# Anisodes incumbens
Anisodes incumbens là một loài bướm đêm trong họ Geometridae.